# Casasbuenas
Casasbuenas es un municipio y localidad española de la provincia de Toledo, en la comunidad autónoma de Castilla-La Mancha. El término municipal tiene una población de 193 habitantes (INE 2024).

## Toponimia
El término Casasbuenas podría deberse a la repoblación a partir del siglo XII por castellanos viejos.

## Geografía
El municipio se encuentra situado en un plano con ligera inclinación al este en la comarca de los Montes de Toledo y linda con las poblaciones de Argés, Layos, Mazarambroz, Noez, Polán y Guadamur, todas de Toledo.
Por el término transcurre el arroyo de Guajaraz que desemboca en el Tajo.

## Historia
Se han encontrado restos de cerámica de las culturas celtibérica y romana que dan idea de la antigüedad de sus orígenes. En un documento mozárabe del siglo XIII se cita el caserío de Casas Bonas.
En la segunda mitad del siglo XVI figuraban en su término las dehesas de La Higueruela y de Santa Catalina.
A mediados del siglo XIX el presupuesto municipal ascendía a 4000 reales, de los cuales 1300 eran para pagar al secretario. Tenía por entonces 120 casas y una escuela a la que asistían 20 niños de ambos sexos.

## Demografía
Cuenta con una población de 193 habitantes (INE 2024).
| Gráfica de evolución demográfica de Casasbuenas entre 1842 y 2021                                                     |
| |
| Población de derecho según los censos de población del INE. Población de hecho según los censos de población del INE. |

## Administración

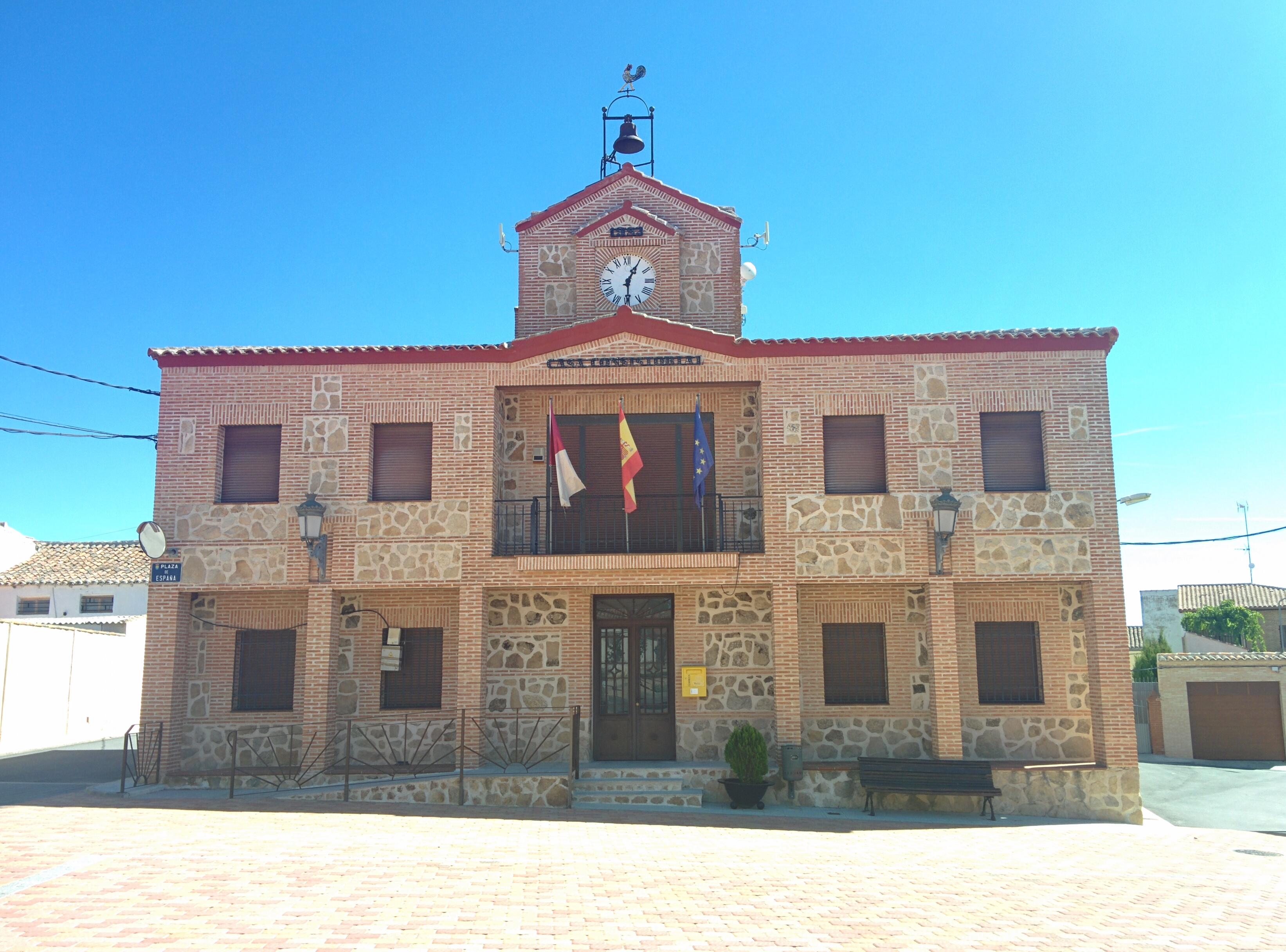
Casa consistorial

| Periodo   | Nombre                        | Partido   |
| --------- | ----------------------------- | --------- |
| 1979-1983 | Julián Heredero Sevillano     | UCD       |
| 1983-1987 | Julián Heredero Sevillano     | AP/PDP/UL |
| 1987-1991 | Felipe del Río Brasal         | PP        |
| 1991-1995 | Felipe del Río Brasal         | PP        |
| 1995-1999 | Augusto García-Moreno Navarro | PP        |
| 1999-2003 | Augusto García-Moreno Navarro | PP        |
| 2003-2007 | Andrés José Briones Camuñas   | PP        |
| 2007-2011 | Andrés José Briones Camuñas   | PP        |
| 2011-2015 | Fidel Galán Díaz              | PP        |
| 2015-2019 | Francisca Reyes de La Fuente  | PSOE      |
| 2019-2023 | Juan Antonio Camuñas Medina   | PP        |
| 2023-act. | Juan Antonio Camuñas Medina   | PP        |

## Patrimonio

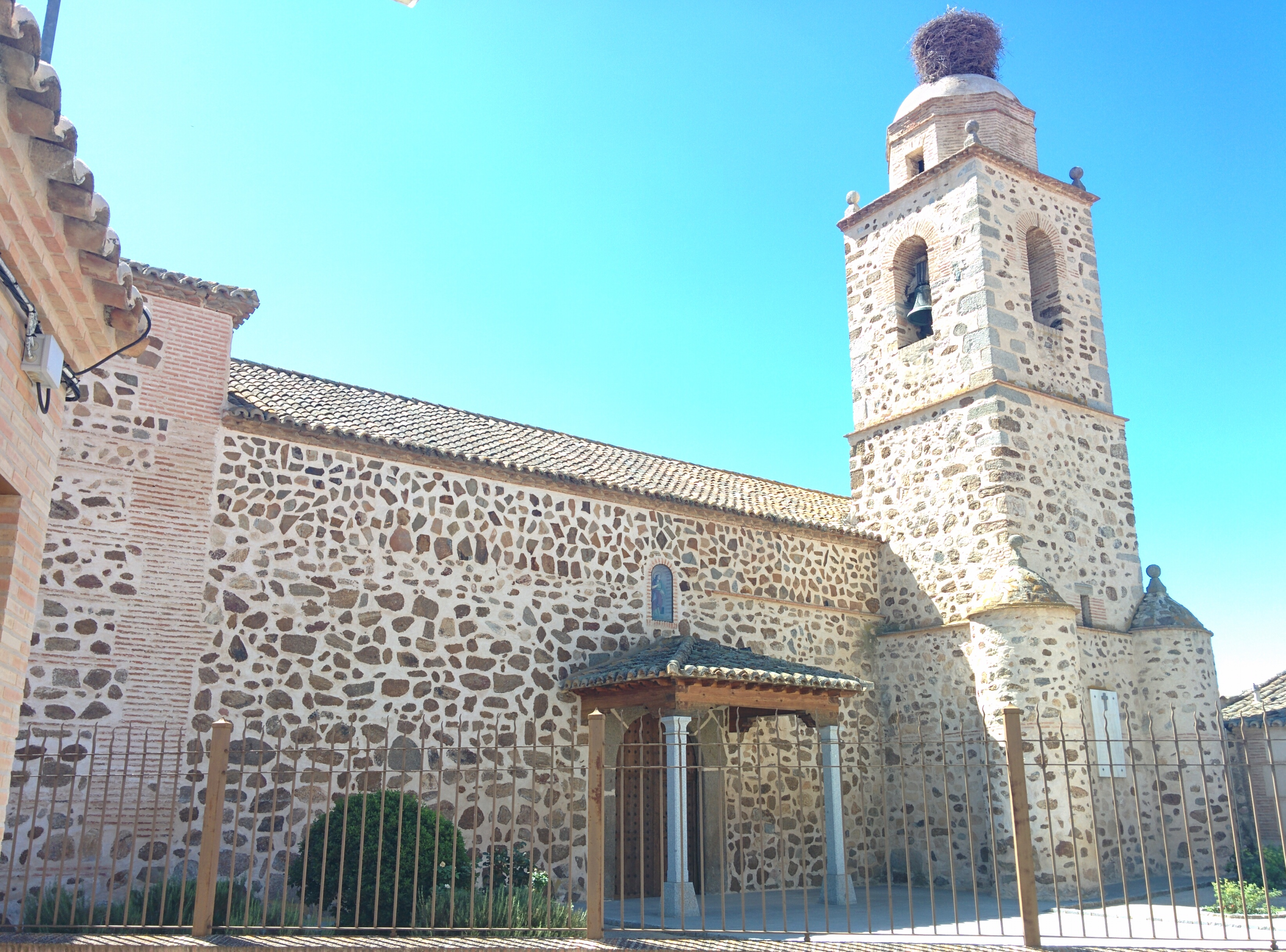
Iglesia de Santa Leocadia

Dentro del pueblo se encuentra la Iglesia de Santa Leocadia y el Palacio.
A una corta distancia del municipio, siguiendo el camino del Prao, se puede encontrar el chozo del Prao, el patrimonio más significativo e identificativo del pueblo.
También se pueden encontrar ruinas antiguas, aunque estas son escasas y en zonas poco accesibles. Destacan una presa y un puente.

## Fiestas
- 15 de mayo: San Isidro.
- Primer sábado de agosto: Santísimo Cristo del Amparo.
- Primer domingo de octubre: Virgen del Rosario.
- 9 de diciembre: Santa Leocadia.